# Lee Won-keun
Lee Won-geun (en hangul 이원근; 27 de junio de 1991) es un actor surcoreano.

## Biografía
El 13 de junio del 2019 inició su servicio militar obligatorio como recluta de la policía, el cual finalizó.

## Carrera
Debutó en 2012  en el popular drama Moon Embracing the Sun.
En 2015 protagonizó la serie juvenil Cheer Up! (2015) así como la película Misbehavior (2017).
En 2019 participó en la película de suspenso Bring Me Home, donde interpretó el papel de Seung-hyun, un joven que ayuda a encontrar niños desaparecidos por haber sido él uno de ellos.
En 2021 realizó una sesión fotográfica para @star1 magazine.
El 13 de marzo de 2022 se unirá al elenco de la serie A Superior Day donde dará vida a Kwon Si-woo, un asesino en serie que se cree superior a todos los demás en el mundo.

## Filmografía

### Series de televisión
| Año   | Título                          | Papel                | Red             | Ref.   |
| ----- | ------------------------------- | -------------------- | --------------- | ------ |
| 2012  | La luna que abraza el Sol       | Kim Jae-woon (joven) | MBC             | [ 7 ]  |
| 2012  | Phantom                         | Kwon Do-young        | SBS             |        |
| 2013  | Amor puro                       | Choi Joon-Joven      | KBS2            |        |
| 2013  | Amor apasionado                 | Joven Kang Moo-yeol  | SBS             | [ 8 ]  |
| 2014  | 12 Promesa de Años              | Joven Yoo Joon-soo   | jTBC            |        |
| 2014  | Anhelando Primavera             | Seo Geun-tae         | Naver           |        |
| 2014  | "El Diario de Heong Yeong-dang" | Kim Hong-yeon        | MBC             |        |
| 2014  | Puerta secreta                  | Kim Moon             | SBS             |        |
| 2015  | Hyde Jekyll, Me                 | Lee Eun-chang        | SBS             |        |
| 2015  | Cheer Up!!                      | Kim Yeol             | KBS2            | [ 9 ]  |
| 2016  | The Good Wife                   | Lee Joon-ho          | tvN             | [ 10 ] |
| 2016  | Thumping Spike 2                | Dong Hae-sung        | Sohu Televisión | [ 11 ] |
| 2017  | Reina de Misterio               | Hong Joon-oh         | KBS2            | [ 12 ] |
| 2017  | A Person You Could Know         | Kim Jin-young        | Naver / JTBC    | [ 13 ] |
| 2017  | Jugglers                        | Hwangbo Yul          | KBS2            | [ 14 ] |
| 2021  | One the Woman                   | Fiscal An Yoo-joon   | SBS             | [ 15 ] |
| 2022- | A Superior Day                  | Kwon Si-woo          | OCN             | [ 16 ] |

### Película
| Año  | Título                               | Papel                  | Ref.   |
| ---- | ------------------------------------ | ---------------------- | ------ |
| 2012 | Adonis                               |                        |        |
| 2016 | La Red (The Net)                     | Oh Jin-woo             | [ 17 ] |
| 2016 | Broken                               | -                      |        |
| 2017 | Misbehavior                          | Jae-ha                 | [ 18 ] |
| 2018 | In Between Seasons                   | Yong-joon              |        |
| 2018 | Wretches                             | Jae-young              | [ 19 ] |
| 2018 | Fengshui (Propitious Site for Grave) | Rey Heonjong de Joseon | [ 20 ] |
| 2018 | Your Name Is Rose                    | Myung-hwan (Joven)     | [ 21 ] |
| 2019 | Bring Me Home                        | Seung Hyun             | [ 22 ] |

### Espectáculos de variedades
| Año  | Título              | Red             | Notas                                  | Ref.   |
| ---- | ------------------- | --------------- | -------------------------------------- | ------ |
| 2016 | Celebridad Bromance | MBig Televisión | séptimo programa junto a N (serie web) | [ 23 ] |

### Vídeos musicales
| Año  | Título de canción     | Artista     |
| ---- | --------------------- | ----------- |
| 2012 | "None Other Than You" | Jang Jae-En |

## Premios y nominaciones
| Año  | Premio                                  | Categoría                                                    | Papel         | Resultado | Ref.   |
| ---- | --------------------------------------- | ------------------------------------------------------------ | ------------- | --------- | ------ |
| 2015 | 29th KBS Drama Awards                   | Mejor actor revelación                                       | Cheer Up!     | Nominado  |        |
| 2015 | 29th KBS Drama Awards                   | Actor más popular                                            | Cheer Up!     | Nominado  |        |
| 2015 | 29th KBS Drama Awards                   | Mejor pareja (con Jung Eun-ji)                               | Cheer Up!     | Nominado  |        |
| 2016 | 37th Blue Dragon Film Awards            | Mejor actor revelación                                       | The Net       | Nominado  |        |
| 2017 | 37th Oporto International Film Festival | Mejor actor (Directors Week)                                 | The Net       | Ganador   | [ 24 ] |
| 2017 | 22nd Chunsa Film Awards                 | Mejor actor revelación                                       | Lee Won-keun  | Nominado  | [ 25 ] |
| 2017 | 26th Buil Film Awards                   | Mejor actor revelación                                       | Lee Won-keun  | Nominado  | [ 26 ] |
| 2017 | 1st The Seoul Awards                    | Mejor actor revelación                                       | Lee Won-keun  | Nominado  | [ 27 ] |
| 2021 | 2021 SBS Drama Award                    | Excellence Award, Actor in a Miniseries Romance/Comedy Drama | One the Woman | Nominado  |        |